# 江蘇省盱眙中学
江蘇省盱眙中学（Xuyi High School Of Jiangsu）は、江蘇省にある中等教育学校。

## 歴史
江苏省盱眙中学は、江苏省が最初に認定した四つ星重点中学校の一つです。学校は歴史が長く、漢代に遡ります。孔子の12代目の孫である孔安国が臨淮太守を務めていた際、淮水のほとりや第一山の頂上において講義を行っていたと伝えられています。その後、宋代の崇聖書院、元代の淮山書院、明代の登瀛書院、清代の敬一書院、そして泗州試院が相次いで設立され、深い文化的背景を育みました。杏壇の遺韻を受け継ぎ、1920年にこの千年の書院跡地に安徽省立第九中学が創立され、これが現代の盱眙中学の前身となります。

## 規模
2019年5月現在、学校は260ムー（約17.33ヘクタール）の敷地面積を有し、建築面積は8.57万平方メートルです。学校には62の学級があり、生徒数は3300人に達しています。2021年4月に学校の公式ウェブサイトで示された情報によると、教職員数は351人で、そのうち専任教師は331人です。

## ランキング
江苏省盱眙中学は、2020年の全国500強四大学科競技で、淮安市2位、江蘇省32位、全国486位となりました。